# AAA National Championship Trail 1937
AAA National Championship Trail 1937 var ett race som kördes över tre omgångar. Wilbur Shaw tog hem titeln tack vare sin vinst i Indianapolis 500 samma år, medan Bernd Rosemeyer från Tyskland och Auto Union tog hem Vanderbilt Cup.

## Delsegrare
| Datum        | Bana             | Vinnare         |
| ------------ | ---------------- | --------------- |
| 30 maj       | Indianapolis 500 | Wilbur Shaw     |
| 5 juli       | Vanderbilt Cup   | Bernd Rosemeyer |
| 12 september | Syracuse         | Billy Winn      |

## Slutställning
| Plats | Förare           | Poäng |
| ----- | ---------------- | ----- |
| 1     | Wilbur Shaw      | 1135  |
| 2     | Ted Horn         | 750   |
| 3     | Bernd Rosemeyer  | 600   |
| 4     | Ralph Hepburn    | 598,1 |
| 5     | Louis Meyer      | 550   |
| 6     | Richard Seaman   | 495   |
| 7     | Bill Cummings    | 444,4 |
| 8     | Rex Mays         | 405   |
| 9     | Cliff Bergere    | 335,2 |
| 10    | Ernst von Delius | 330   |
| 11    | Billy Devore     | 273   |
| 12    | Giuseppe Farina  | 256,5 |